# Scrophularia costei
Scrophularia costei är en flenörtsväxtart som beskrevs av Biau. Scrophularia costei ingår i släktet flenörter, och familjen flenörtsväxter. Inga underarter finns listade i Catalogue of Life.